# 妳 (歌曲)
《妳》是中国男歌手周深演唱的歌曲。此曲获得酷狗音乐飙升榜日榜冠军。歌曲于2016年10月25日作为数字单曲发布，2017年11月6日收录于首张个人录音室专辑《深的深》，该专辑有实体CD和数字两种形式。

## 背景和风格
歌曲《妳》最初于2016年10月25日作为单曲发行，后又重新录制了唱片版，2017年11月6日收录于周深第一张个人录音室专辑《深的深》。
《妳》是高晓松、尹约和周深三人继《玫瑰与小鹿》和《大鱼》之后第三次合作。
这首歌的旋律是古典式的醇厚悠扬，加以新时代的表达方式。词作尹约介绍，这首歌的灵感来源于火烈鸟。作为初初崭露头角的作词人，尹约在很长一段时间内听到最多的就是“什么，尹约是女的？”，而这首歌的演唱者周深则是直到今天一直都能听到“什么，周深是男的？”这样的疑惑。不被人理解的内心也许我们每个人都经历过。
歌曲发布后，周深和高晓松还在网络上与网友互动。周深在微博中写道：这首歌写的是每一个在人前笑得没心没肺，笑到被人忘却还是那个敏感脆弱的小孩的每一个妳和你。
2019年6月12日，周深参加在新加坡滨海艺术中心举办的“客逢狮城献温情慈善演唱会”，现场演唱了《妳》等多首歌曲。

## 创作者
以下内容整理自QQ音乐及网易云音乐：
- 演唱：周深
- 作词：尹约
- 曲：高晓松
- 编曲：孙彬赫
- 制作人：尹约
- 人声录音棚：Yin Music （洛杉矶）
- 人声录音师/混音师：Stanley Blu Springer III
- 母带工程师：周天澈
- 管弦配器：张筱真
- 弦乐：国际首席爱乐乐团
- 乐器录音：倪涵文
- 音乐录音棚：Tweak Tone Labs（北京）

唱片版增加：
- 音乐工作室 : Muses Eclogue Crew
- 鼓 : Alex Morris
- 小提琴 : 李朋
- 鼓录音 : 李卓
- 混音助理 : 倪涵文
- 混音 : Stanley Blu Springer III 周天澈
- 弦乐配器：张筱真
- 插画：Lost7
- 唱片公司：华宇世博（数字）、海蝶音乐

## 排行榜
《妳》发布后，上线只一天就霸占了“酷狗飙升榜”第一、“酷狗华语新歌榜”第二的位置，并获得了东方风云榜周榜第八。